# Macarie
Macario (finales del siglo XV-1 de enero de 1558) fue un obispo y cronista rumano, autor de una crónica de Moldavia desde la muerte de Esteban el Grande hasta el reinado de Petru Rareș.

## Biografía
Macarie nació a finales del siglo XV. Probablemente fue monje en el monasterio de Neamț y se educó en el ambiente espiritualmente elevado de este monasterio («Biblioteca Nacional de Moldavia») bajo la dirección de un distinguido cartógrafo: el futuro metropolitano de Moldavia, Teoctist II (o III en el recuento de Iorga). Dominaba perfectamente el griego, traduciendo del griego al eslavo el Sintagma de Mateo Vlastaris. Copió varios manuscritos. Su actuación en lengua eslava está atestiguada por crónicas.
Se convirtió, probablemente hacia 1523, en abad del monasterio, donde mantuvo un ambiente de trabajo erudito y formó discípulos. Posteriormente fue abad del monasterio de Bistrița. Fue consagrado obispo de Roman el 23 de abril de 1531.
A instancias suyas, el príncipe Petru Rareș (1527-1538, 1541-1546) erigió la catedral episcopal de Roman -que aún existe- y el monasterio de Râșca (este último también contó con aportaciones materiales del obispo).
El 2 de marzo de 1548, el gobernante Iliaș Rareș (1546-1551), hijo de Petru Rareș y retratado en la crónica como un personaje "oscuro", lo destituyó del trono episcopal. El otro hijo de Rareș, Esteban VI Rareș (1551-1552), restauró su dignidad eclesiástica en junio de 1551. Macarie siguió siendo obispo hasta su muerte.
En 1556 Macarie tradujo al eslavo y arregló la colección bizantina de leyes (nomocanon) titulada Syntagmata o Nomocanon de Matei Vlastareș, solicitada por Alejandro IV Lăpușneanu (quien la envió en 1561 al zar ruso Iván IV el Terrible), en artículos según su propio alfabeto.
El obispo Macarie falleció el 1 de enero de 1558, en la ciudad de Roman, y fue enterrado en la iglesia del monasterio de Râșca. Sus contemporáneos lo consideraban un hombre culto. El cronista Eftimie lo llama "maestro de Moldavia".

## Crónica de Macarie
El obispo Macario es conocido como autor de una Crónica en eslavo, en dos versiones: la primera abarca los acontecimientos desde la muerte de Esteban el Grande (1504) hasta 1541, y la segunda desde 1541 hasta 1551. La figura central de la Crónica es Petru Rares.
El objetivo declarado de Macarie era «continuar la línea de la narración y traerla a los reinados de nuestros tiempos, no para hincharnos con ínfulas retóricas, sino para cumplir los mandatos principescos del brillante, y para sus enemigos temible, Pedro gobernante...» y «no dejar que los hechos ocurridos en tiempos y reinados pasados queden cubiertos por la tumba del olvido, sino para restituirlos a la historia».
La crónica de Macarie es una crónica literaria, en la que utiliza un estilo retórico, con figuras poéticas y tendencias claramente moralizantes y religiosas, para glorificar la personalidad de Petru Rareș, cuyas cualidades exagera. La crónica termina en 1541, cuando Petru Rareș volvió al trono por segunda vez. El historiador Ioan Bogdan (1864-1919) descubrió otra versión de la Crónica de Macario en un códice misceláneo del siglo XVII de la Biblioteca Imperial de Petersburgo, que se intercala en la Crónica de Azarie..
La segunda versión abarca el segundo reinado de Petru Rares y termina en 1551. Entre los acontecimientos narrados figuran la expedición de Petru Rareș contra el voivoda de Transilvania, Ștefan Mailat, y su cuidado de la iglesia, así como su muerte y el reinado de sus descendientes.